# Argyresthia achillella
Argyresthia achillella is een vlinder uit de familie van de pedaalmotten (Argyresthiidae). De wetenschappelijke naam van de soort werd in 1836 gepubliceerd door Costa.